# Catalina Pestana
Maria Catalina Batalha Pestana (5 de Maio de 1947 - Lisboa, 21 de Dezembro de 2018) foi uma professora e educadora portuguesa, foi provedora da Casa Pia de Lisboa, pouco depois de surgir o escândalo de abuso de menores nessa instituição, tendo exercido essas funções de Dezembro de 2002 a Maio de 2007.

## Biografia
Seu pai, Agostinho Vasques Pestana, natural de Moura, no Alentejo, era operário da indústria de mármores e presidente do sindicato. Cresceu até aos 2 anos em Maceira, no concelho de Sintra, mas depois de uma curto tempo em que teve de ir viver com sua avó, foi para a Quinta da Lomba, ao pé do Barreiro, e fez o liceu em Setúbal, antes de se licenciar em Filosofia pela Faculdade de Letras da Universidade de Lisboa.
Aos 24 anos, quando era professora de um colégio feminino, foi uma das organizadoras de férias para filhos de presos políticos, passando a ser vigiada de perto pela PIDE.
Em 1975, assumiu a direção do Colégio de Santa Catarina, em Lisboa, pertença da Casa Pia. Exerceu estas funções durante cerca de doze anos, até 1987, naquele que era o único estabelecimento misto da instituição.
Entretanto, em 1982, concluiu o mestrado em Psicologia Educacional.
Depois de deixar a direção do colégio casapiano começou a dar aulas de Análise Sócio-Histórica da Educação na Faculdade de Motricidade Humana. Embora mantendo as funções de docente, entre 1990 e 1993, foi coordenadora nacional do Projeto Vida de Prevenção da Toxicodependência em Meio Escolar. Esta função foi exercida no âmbito do Programa de Promoção e Educação para a Saúde, do Ministério da Educação.
A partir de 1998, passou a exercer o cargo de diretora do Plano para a Eliminação de Exploração do Trabalho Infantil, o que aconteceu durante quatro anos.
Em finais de 2002, Portugal foi abalado pelo escândalo da Casa Pia, relativo a abuso sexual de menores que frequentavam essa instituição. Devido à marcada incompetência da anterior provedoria, Catalina Pestana foi escolhida pelo Ministério da Segurança Social e do Trabalho, liderado por Bagão Félix, para ser a nova provedora da Casa Pia de Lisboa, em substituição de Luís Rebelo, exonerado em finais de novembro de 2002. Na tomada de posse, a 5 de dezembro de 2002, estiveram presentes o então Primeiro-Ministro Durão Barroso e o Ministro da Segurança Social e do Trabalho, Bagão Félix.
Ao longo de trinta anos, muitos alunos da Casa Pia foram abusados sexualmente e agredidos por Carlos Silvino da Silva (de alcunha "Bibi"), um antigo casapiano — que fora expulso do colégio que frequentava por violar outros colegas —, mas que depois, surpreendentemente, seria aceite como motorista dessa instituição, a partir de 1975. Era um pederasta compulsivo e violento, que depois de violar os rapazes, os obrigava a prostituir-se a pederastas endinheirados, entre os quais algumas figuras destacadas da sociedade portuguesa. Um grupo de ex-alunos da Casa Pia denunciaram essas práticas pedófilas e de proxenetismo, dando origem a um longo processo judicial que correu no tribunal de Lisboa e no qual Catalina Pestana esteve sempre ao lado da defesa desses alunos, apoiando-os incondicionalmente.
A sua comissão de serviço como provedora terminou a 13 de Maio de 2007, encarregando-se depois da refundação da Casa do Gaiato de Lisboa.
Catalina Pestana manteve sempre a atividade de professora enquanto foi desempenhando outros cargos. Ficou recordada como alguém que “nunca escondeu o que pensava e com muita coragem”.
Morreu aos 71 anos num hospital em Lisboa, vítima de uma sepse, na sequência de cancro de que padecia há algum tempo. As cerimónias fúnebres decorreram na Igreja da Cruz Quebrada, em Oeiras, seguindo depois para o crematório de Barcarena. As suas cinzas estão depositadas no cemitério de Oeiras, na campa onde também estão os pais e a irmã.

## Entrevistas
- Catalina Pestana. ‘Admito que alguém tente branquear esta história’, Ana Paula Azevedo E Felícia Cabrita, Jornal I online, 24.12.2018 18:36
- A sua coragem fez mudar muita coisa (mas não a tempo!), Destak, 03.09.2010 12.34h
- Catalina Pestana: a dama de ferro, forum Estudante, 05.01.2010